# 长沙海底世界
长沙海底世界是位于中华人民共和国湖南省长沙市的一座海洋主题公园，集观赏、游乐、科普、休闲于一体，是国家4A级旅游景区。

## 历史沿革
1995年，海底世界（湖南）有限公司成立，由湖南广播电视台、湖南金世界房地产开发有限公司与新加坡长沙海底世界私人有限公司共同投资，一期投资2亿元人民币。
2000年7月28日，长沙海底世界对外营业。
2010年5月，长沙海底世界完成二期扩建（极地动物展示，2000人表演剧场）。

## 游览区域
长沙海底世界分为极地海洋馆、科教馆-萌宠馆、水上乐园、儿童乐园、洋洋乐园五大区域。
- 海洋馆建筑面积11000平方米，主池观光隧道长76米，分为淡水鱼区（包含热带雨林区、非洲鱼区、中国鱼区）、海水鱼区和动物表演区[2]。该馆主要展示鱼类，辅以爬行动物、两栖动物、腔肠动物、甲壳动物、棘皮动物、软体动物等[4]。

- 极地馆与海洋馆相连，建筑面积10000平方米，建有1800人动物表演剧场。馆内拥有极地动物10种，30余头，包含白鲸、海豚、海象、海豹、企鹅等水生生物，以及北极狼、北极狐等陆生生物[2]。

- 科教馆建筑面积1100平方米，包括科教室、生物进化展厅、海洋动物标本展厅、海洋贝壳标本展厅[5]。

- 水上乐园面积30余亩，包括大喇叭滑梯、彩虹滑梯、高速速降滑梯、漂流河、游泳池、冲浪池、儿童水寨等设施[6]。

- 儿童乐园内有儿童城堡、飞机滑梯、锁链桥等游乐设施[7]。